# George Pehlivanian
George Pehlivanian, amerški dirigent libanonskega rodu, * 1964, Bejrut, Libanon. 
Njegova družina je leta 1975 emigrirala v ZDA, kjer je začel obiskovati osnovno šolo. Komaj trileten se je začel učiti igranja klavirja, pri šestih letih pa tudi violine. Študij je nadaljeval v Long Beachu (Kalifornija). Študij dirigiranja je pričel pri Pierru Boulezu in nadaljeval pri mojstrih Lorinu Maazelu ter Ferdinandu Leitnerju. Dve poletji je bil štipendist Accademie Chigiane v Sieni, kjer je šolanje končal z odliko. Trenutno živi med Los Angelesom, Parizom in Ljubljano kot gostujoči dirigent.